# Grégory Leca
Grégory Leca (* 22. August 1980 in Metz) ist ein ehemaliger französischer Fußballspieler.

## Karriere
Leca begann als Kind, für den FC Metz aus in seiner Geburtsstadt zu spielen. 2000 rückte er in die erste Mannschaft auf und debütierte für diese als gerade 20-Jähriger am 30. September desselben Jahres in der ersten Liga, als er beim 0:1 gegen den SC Bastia in der 61. Minute eingewechselt wurde. Fortan lief er regelmäßig für das Team auf, mit dem er 2002 in die zweite Liga abstieg und ein Jahr darauf den direkten Wiederaufstieg erreichte. Nach diesem avancierte er zum Stammspieler. Zwar war er für die Saison 2005/06 weiter im Kader des FC Metz vorgesehen, doch entschied er sich Ende August und damit kurz vor Ende der Transferperiode für einen Wechsel zum SM Caen. Über die Höhe einer möglichen Ablösesumme ist nichts bekannt.
Auch bei Caen zählte er zum Kreis der Stammspieler, wenn auch nicht derart unumstritten wie zuletzt in Metz. Mit der Mannschaft gelang Leca 2007 der Sprung in die zweite Liga und nach dem Abstieg 2009 der direkte Wiederaufstieg im Jahr 2010. Als 2011 sein Vertrag auslief, erhielt er mehrere Angebote, darunter eins vom Erstligisten AS Nancy. Er entschied sich jedoch für einen Verbleib bei Caen, mit dem er 2012 allerdings in die zweite Liga abstieg. Nach dem Abstieg spielte er keine wesentliche Rolle mehr im Team. Am Saisonende 2012/13 wurde sein Vertrag nach acht Jahren in Caen nicht verlängert. Der damals 32-Jährige stand dem Zweitligarivalen AC Arles-Avignon im Juli 2013 für eine Testphase zur Verfügung, wurde aber nicht in den Kader übernommen und beendete daraufhin seine Profikarriere. Insgesamt war er in deren Verlauf auf 204 Erstligapartien mit vier Toren sowie 110 Zweitligapartien mit zwei Toren gekommen.

## Nationalmannschaft
Leca schaffte nie den Sprung in die französische Auswahl, wurde aber im Juni 2009 in die inoffizielle korsische Regionalauswahl eingeladen und kam bei einer Begegnung gegen die Republik Kongo zum Einsatz; weitere Berufungen in das Team erfolgten jedoch nicht.